# سكايلاب 4

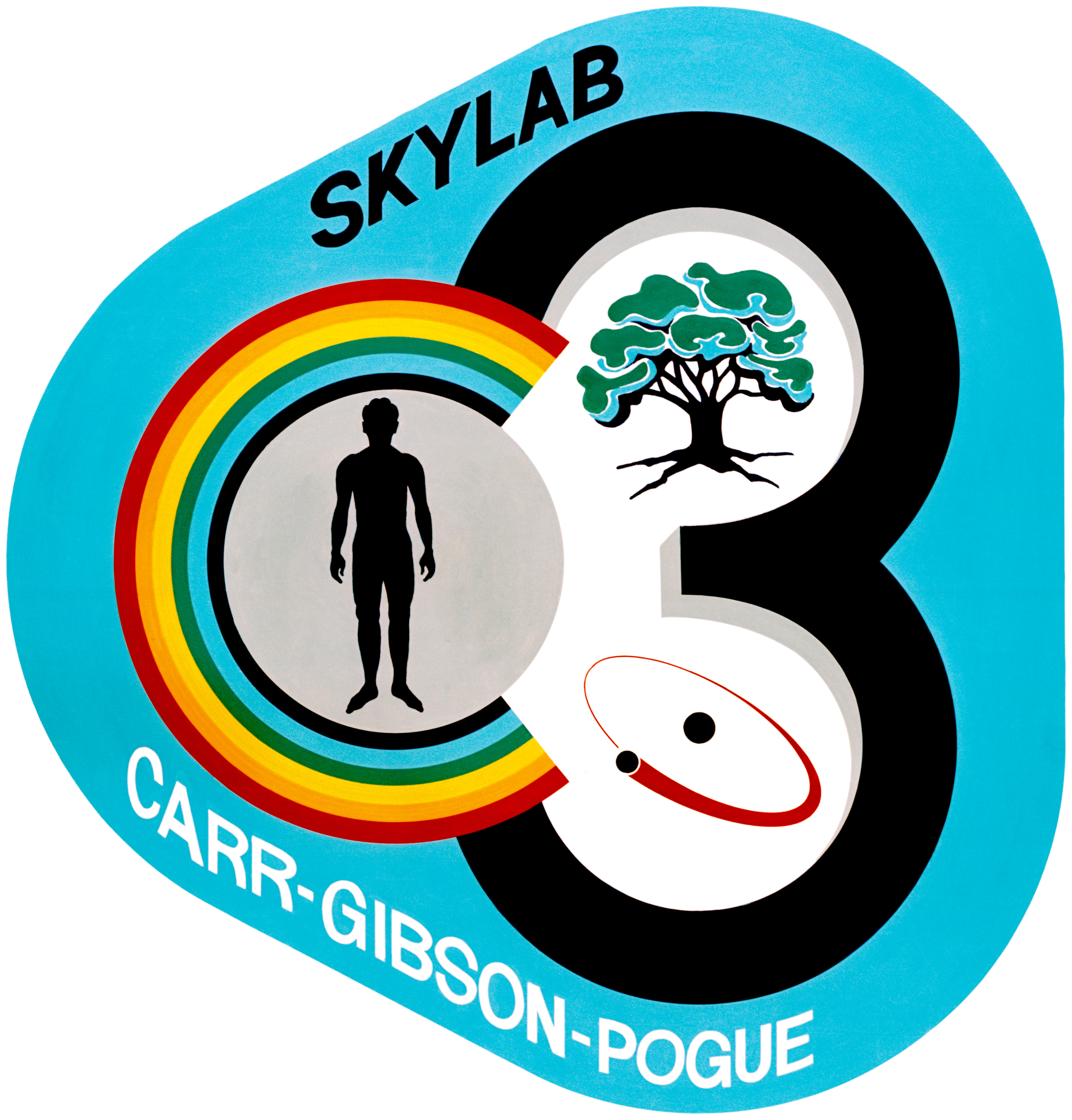

كانت سكايلاب 4  بالإنجليزية Skylab 4 أوSL-4 هي البعثة الرابعة إلى المعمل الفضائي الأمريكي المسمى سكايلاب حيث أقلع صاروخ من نوع ساتورن 1ب من مركز كينيدي للفضاء بفلوريدا حاملا ثلاثة رواد فضاء إلى ذلك المعمل. وكان هذا الطاقم من رواد الفضاء هو الطاقم الأخير إلى المعمل. hgvpgmبدأت الرحلة يوم 16 نوفمبر 1973، وبقي رواد الفضاء لمدة 84 يوم. وأمضي الرواد نحو 6051 ساعة في إجراء تجارب علمية في مجالات الطب، ومشاهدات الشمس، واستكشاف الثروات الطبيعية على الأرض ومراقبة مذنب كوهوتيك وتجارب أخرى.

## انجازات البعثة
عاد رواد الفضاء بمحصول علمي كبير من ضمنها صورا لمذنبات لا يمكن تصويرها من الأرض. كما أمكن تصوير أحد الاعاصير الشمسية Protuberanz لأول مرة خلال مرحلة نشاته.
وقد سجل أكبر وقت في الفضاء وهو 84 يوم، وتعدى الرقم القياسي الذي سجه طاقم البعثة سكايلاب 3. ولم يكسر هذا الرقم إلا جيورجي جريتشينكو ويوري روماننكو الروسيان بمركبة ساليوت 6 عام 1978.
وكانت طول تلك الرحلة من العوامل التي افقدت الرأي العام شيئا من الاهتمام برحلات الفضاء، فلم تبث عملية العودة إلى الأرض والهبوط في المحيط على شاشات التلفزيون.
وكان المعمل الفضائي سكايلاب هو الوحيد الذي اطلقته لولايات المتحدة الأمريكية، واتجه نشاط ناسا بعد ذلك إلى تطوير مكوك الفضاء Space Shuttle، الذي يمكن بواسطته الاستغناء عن الصواريخ التي تستخدم مرة واحدة مع نهاية السنوات السبعينية.
وكان مشروع أبولو-سويوز الأمريكي الروسي بمثابة همزة الوصل إلى أن يحرز تطور مكوك الفضاء تقدما ملحوظا. ويتكون مشروع أبولو- سويوز من اشتباك والاتحام مركبة أبولو الفضائية الأمريكية بالمحطة الفضائية الروسية سويوز، وبذلك انتهي عصر أبولو.

## مشاكل نفسية تظهر في البعثات الطويلة
انجزت جميع طواقم رواد الفضاء التجارب الموكلة إليها في معمل الفضاء بالكامل تقريبا. إلا إنه يوجد تباين في شخصيات هؤلاء الرواد، فقد قام الطاقم الأول بعمليات تصليح في المركبة مما أعطاهم صورة أقرب إلى الريادة عن غيرهم بسبب مواجهتهم لمشكلات تقنية لم تكن متوقعة، وكان لا بد من أن يقوموا بمعالجتها.
انصبت البعثة الثانية على التركيز في انجاز التجارب العلمية العديدة الموكلة لهم ولم يكن لديهم وقتا للراحة. وتفاقم الأمر خلال البعثة الثالثة وحدثت مناوشات بين الطاقم وفريق الدعم في مركز القيادة، وأدي ذلك إلى عدم اختيار أحد منهم في بعثات فضائية تالية.

## اقرأ أيضا
- أبولو 8
- أبولو 10
- أبولو 11
- نيل أرمسترونج
- قائمة بعثات أبولو